# Station Silkstone Common
Silkstone Common is een spoorwegstation van National Rail in Silkstone Common, Barnsley in Engeland. Het station is eigendom van Network Rail en wordt beheerd door Northern Rail. Het huidige station is geopend in 1983.